# Santa Maria in Monasterio
Santa Maria in Monasterio, även benämnd Santa Maria in Monastero, var en kyrkobyggnad i Rom, helgad åt Jungfru Maria. Kyrkan var belägen i närheten av Piazza di San Pietro in Vincoli i Rione Monti.

## Kyrkans historia
Klostrets första dokumenterade omnämnande förekommer i Regestum Farfense år 1014, där det talas om ”Petrus abbas monasterii S. Mariae ante venerabilem titulum Eudozie” (svenska: ”Petrus, abbot vid klostret Sankta Maria framför den vördnadsvärda titulus Eudoxiae”). I Liber Pontificalis sägs det om påve Honorius III (1216–1227) att han gav klostret flera förmåner; detta gjorde även påve Bonifatius IX (1389–1404). Under påve Martin V (1417–1431) överläts kyrkan och klostret åt hieronymitmunkar från San Pietro in Vincoli.
År 1544 inköpte en viss Antonio Sacramore från Rimini den mark, på vilken kyrkan Santa Maria i Monasterio var belägen. Kyrkan dekonsekrerades samma år och under påve Pius V:s pontifikat (1566–1572) utgjorde den en ruin. Enligt en annan uppgift skall kyrkan ha rivits redan år 1544.

## Omnämningar i kyrkoförteckningar
| Katalog                      | År         | Benämning                                                                     |
| ---------------------------- | ---------- | ----------------------------------------------------------------------------- |
| Catalogo di Cencio Camerario | 1192       | sce. Marie Monasterio                                                         |
| Il Catalogo Parigino         | cirka 1230 | s. Maria Mon. ad s. Petrum ad Vincula                                         |
| Il Catalogo di Torino        | cirka 1320 | Ecclesia sancte Marie in Monasterio est capella ep(iscop)atus Tusculan(ensis) |
| Il Catalogo del Signorili    | cirka 1425 | sce. Marie in Monasterio                                                      |
| Il Catalogo di San Pio V     | 1566–1572  | chiesa rovinata nella piazza di S. Pietro in Vincola                          |